# جیم گودچایلد
جیم گودچایلد (انگلیسی: Jim Goodchild; ۴ آوریل ۱۸۹۲ – ۲ اکتبر ۱۹۵۰) بازیکن فوتبال اهل بریتانیا بود.
از باشگاه‌هایی که در آن بازی کرده‌است می‌توان به باشگاه فوتبال منچستر سیتی، باشگاه فوتبال ساوت‌همپتون، و باشگاه فوتبال گیلفورد سیتی اشاره کرد.